# NGC 692
NGC 692 ist eine Balkenspiralgalaxie vom Hubble-Typ SABb im Sternbild Phönix, welche etwa 279 Millionen Lichtjahre von der Milchstraße entfernt ist.
Das Objekt wurde am 2. Oktober 1834 von dem britischen Astronomen John Herschel entdeckt.